# Ueli Luginbühl
Ueli Luginbühl (Erfurt, 3 de novembre de 1941 - Zollikerberg, Zollikon, 30 de novembre de 2010) va ser un ciclista suís professional del 1964 al 1966. Es va especialitzar en el ciclisme en pista on va aconseguir, com amateur, una medalla de bronze al Campionat del Món de Mig Fons de 1963 per darrere del belga Romain De Loof i de l'alemany Karl-Heinz Matthes.

## Palmarès
- 1962
  -  Campió de Suïssa amateur en mig fons
- 1963
  -  Campió de Suïssa amateur en mig fons
- 1964
  -  Campió de Suïssa amateur en mig fons